# Negaprion brevirostris
Negaprion brevirostris (Poey, 1868), conosciuto comunemente come squalo limone, è un pesce cartilagineo della famiglia Carcharhinidae.

## Distribuzione e habitat
Questa specie è diffusa nell'Oceano Pacifico orientale e nell'Atlantico orientale e occidentale, dove è presente anche in acque salmastre.

## Descrizione

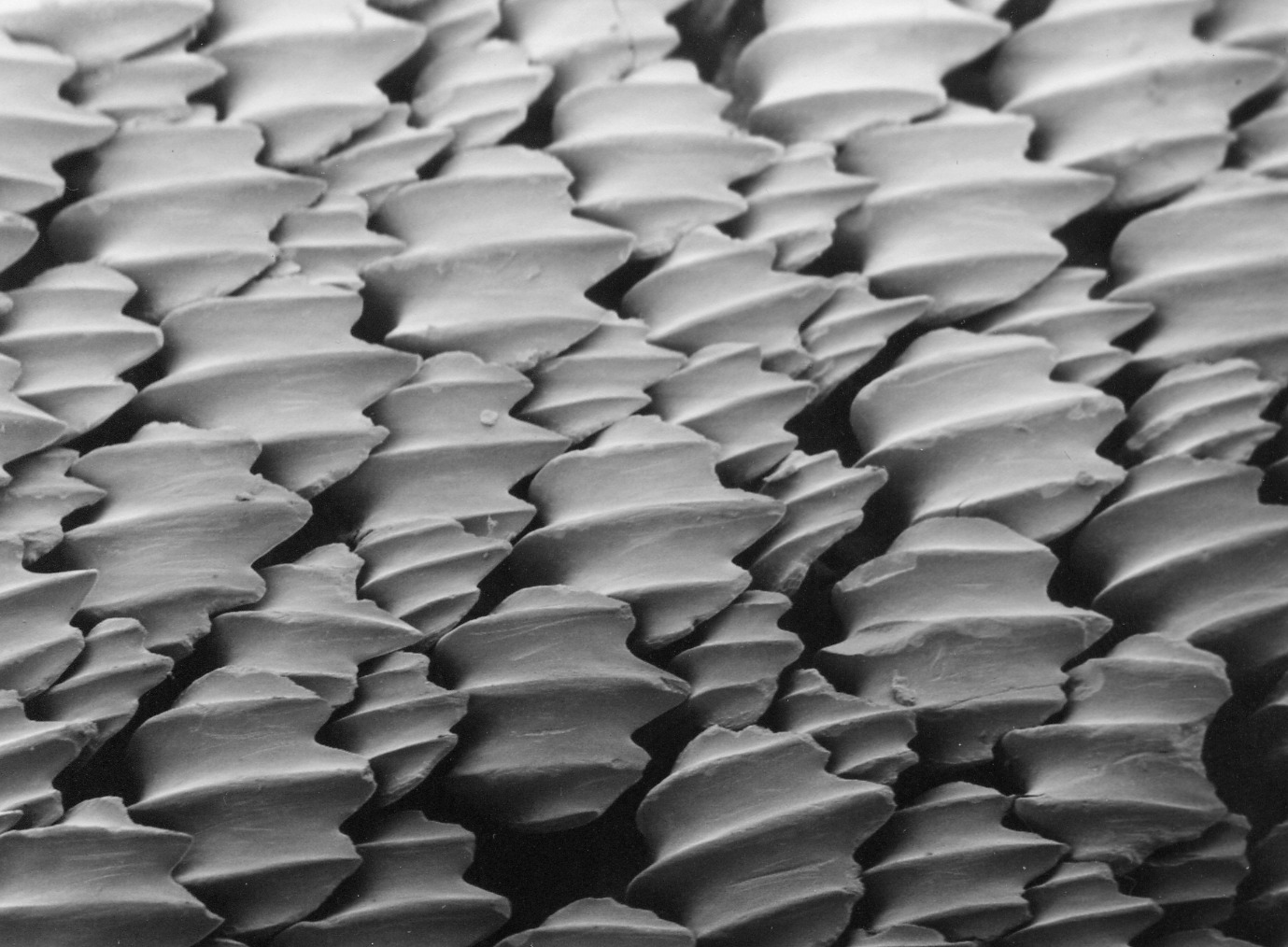
Pelle al microscopio

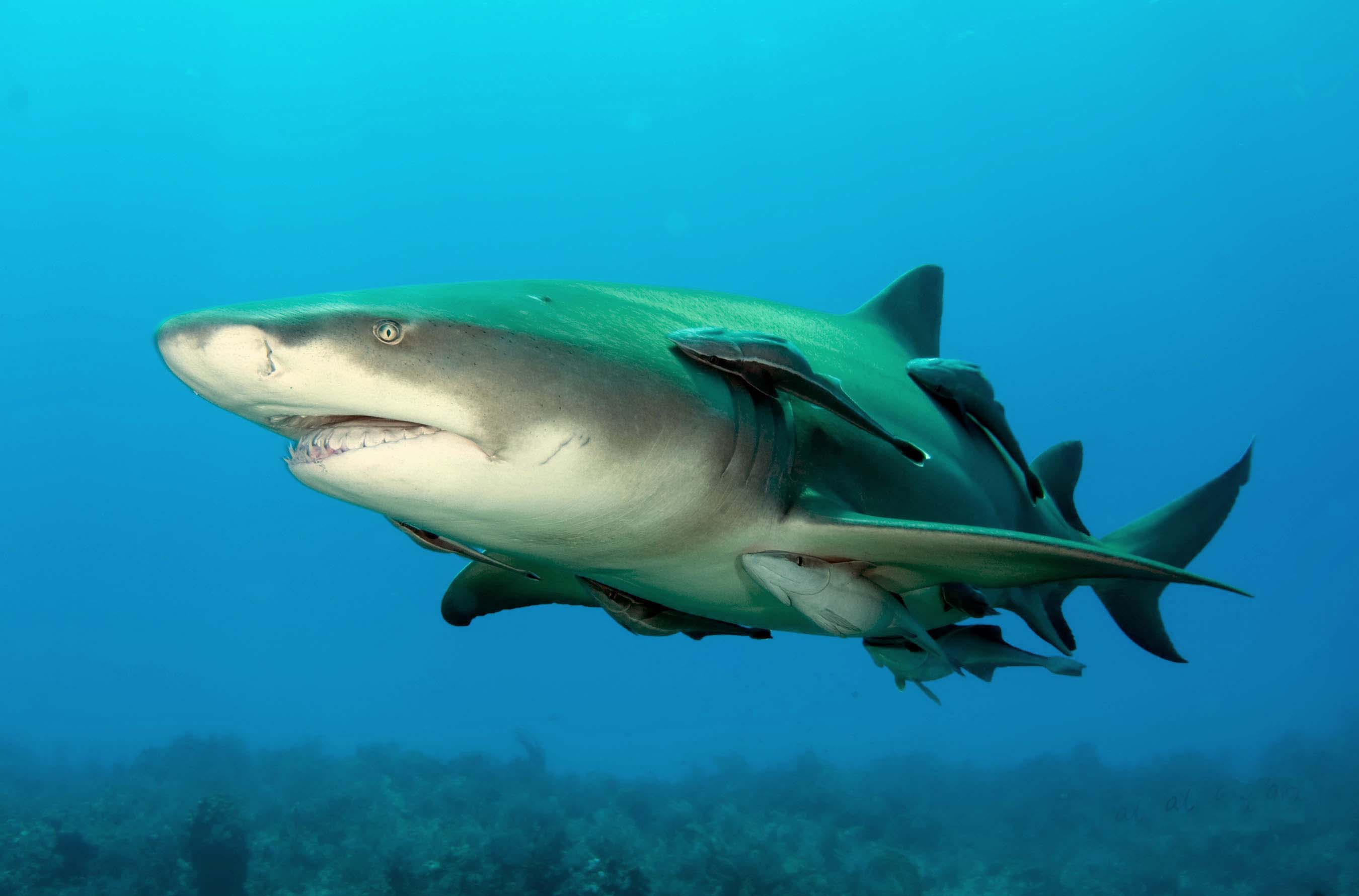
Squalo limone circondato dalle remore

Di colorazione giallastra o marrone chiaro, con pinne ampie e muso tronco. È lungo fino a 3,4 metri e può raggiungere il peso di 185 kg.

## Biologia

### Riproduzione
È una specie vivipara.

### Alimentazione
Si nutre prevalentemente di pesci ossei, pesci chitarra e pastinache, ma si nutre anche di molluschi, crostacei e uccelli marini. Gli adulti sono più attivi di notte, mentre i giovani di giorno.

## Interazioni con l'uomo
Questo squalo, così come la specie soprannominata limone dai denti aguzzi (Negaprion acutidens), si adatta bene alla cattività per cui è tra le specie di squali più studiate. Capace di morsi potenti, se provocato può attaccare l'uomo.